# 이쿠다 세이자부로
이쿠다 기요사부로 혹은 세이자부로(生田清三郎, 1884년 1월 13일~1953년 11월 7일)는 조선총독부의 관료이다. 1945년 경성부윤, 경기도지사를 역임하였다.
1884년 1월 13일 도쿠시마현 묘자이군 이시이정에서 쓰보이 세사부로(坪井定三郎)의 셋째 아들로 태어났으며, 이쿠다 히코다이(生田彦平)의 양자가 되었다. 이쿠다 가쓰다이(生田和平)의 양자라고도 한다. 본래 이쿠다 미쿠와 결혼하여, 쓰보이가의 간청으로 사위 자격으로 데릴사위가 되었다.
도쿠시마 중학교를 졸업하고, 주오 대학 법학원에 입학했다. 1905년 주오 대학 법학원을 졸업했으며, 그 해 고등문관시험과 변호사 시험에 합격하였다. 곧 한국통감부속이 되어 1906년 1월 조선 반도로 발령, 1907년 한국통감부 서기관이 되고 1908년 대한제국 정부 초빙 형식으로 대한제국 내무부 서기관, 농상공부서기관을 역임했다. 1910년 조선총독부 서기관 및 사무관 직무를 수행하였고 1915년 3월 총독부 식산국 수산과장, 식산국 상공과장을 거쳐 1920년 4월부터 1년 6개월간 지나, 인도, 구미 지역을 시찰하고 돌아와 식산국 사무관, 조선총독부 감찰관, 1922년 7월 칙임관으로승진, 1923년 총독부 외사과장이 되고, 평안북도지사 등을 역임했다.
1925년 조선총독부 내무국장에 취임, 중추원 서기관장과 일본적십자사 조선총독부 지역 부총장(副総長)을 겸직했다. 1929년 퇴관 후 다시도철도 주식회사(多獅島鉄道株式会社)의 사장에 취임했다.
1945년 5월 2일 경기도 경성부윤, 6월 5일 경기도지사에 임명되었다. 8월 10일 송진우, 안재홍 등 조선인 사회지도층과 접촉, 정권인수를 요청했으나 거절당했다. 8월 15일 경기도지사직에서 물러나고 조선인이 추천한 구자옥에게 경기도청의 사무를 인수 인계하였다.
1953년 11월 17일에 사망했다.

## 가족 관계
- 부인 : 이쿠다 미쿠(生田龜)